# Tadeusz Czerkawski
Tadeusz Mieczysław Czerkawski (ur. 6 maja 1919 w Stanisławowie, zm. 17 października 2012 w Warszawie) – pułkownik Wojska Polskiego, żołnierz 3 Dywizji Strzelców Karpackich, uczestnik bitwy pod Monte Cassino. Kawaler Orderu Virtuti Militari i Orderów Odrodzenia Polski.

## Życiorys
Urodził się w rodzinie Kazimierza i Zofii z d. Porębskiej. Absolwent Liceum Handlowego w Białymstoku (1933–1939).

## Historia służby
16 sierpnia 1939 powołany do 48. kompanii 17 batalionu Junackich Hufców Pracy i zatrudniony przy budowie umocnień wojskowych we wsi Gliniski koło Augustowa. 9 września wraz z całym batalionem udał się do Lidy, gdzie 17 września jego batalion rozwiązano. Po powrocie do domu włączył się w struktury konspiracyjne Stronnictwa Narodowego jako młodzieżowy działacz. Ze względu na groźbę aresztowania przedostał się do Warszawy (30.11.1939), gdzie kontynuował działalność konspiracyjną. Podczas akcji kurierskiej w drodze do Lwowa, 19 lutego 1940 został aresztowany przez NKWD, a następnie osadzony w więzieniach w Przemyślu, Dniepropietrowsku i Charkowie. Za swoją działalność został skazany na trzy lata łagru w miejscowości Puksy w regionie Morza Białego. 9 września 1941 po podpisaniu układu Sikorski-Majski, został objęty amnestią i po zwolnieniu z łagru wstąpił do Armii Polskiej w ZSRR dowodzonej przez gen. W. Andersa. Został przydzielony do kompanii szkolnej, a następnie w stopniu starszego strzelca jako zastępca dowódcy plutonu do 28 pułku piechoty. Po ukończeniu Szkoły Podchorążych Rezerwy Artylerii w Iraku (Khanaqin-Qizil Ribat) dalszą służbę pełnił w 3 karpackim pułku artylerii, z którym walczył podczas kampanii włoskiej w stopniu kaprala podchorążego.
„Za wykazanie się niespotykanym męstwem i odwagę w bitwie o Monte Cassino i Monte Bordone oraz nad rzeką Sintrą, został odznaczony w lutym 1945 r. przez wizytującego jednostkę gen. Andersa Srebrnym Krzyżem Orderu Virtuti Militari, oraz awansem na stopnień podporucznika”.

## Okres powojenny
Do Polski wrócił w sierpniu 1947 i zamieszkał wraz z żoną (żołnierzem batalionu „Parasol”) w Łodzi. W kraju nie uznano jednak jego stopnia oficerskiego i później zatrzymano go w siedzibie UB w 1953 pod różnymi zarzutami m.in. kierowania oddziałem UPA w 1944.
Według innych relacji: wrócił 3 marca 1945 do Polski. Zamieszkał w Łodzi, gdzie pracował w księgowości, a potem w planowaniu. W ZBoWiD-idzie był przewodniczącym tymczasowej komisji żołnierzy Polskich Sił Zbrojnych na Zachodzie. Bezskutecznie zabiegał o realizację obietnicy marszałka Roli-Żymierskiego odznaczenia uczestników bitwy o Monte Cassino Krzyżem Grunwaldu i awansowania o stopień wyżej.
Był inicjatorem założenia Stowarzyszenia „Karpatczycy” w Kraju i Stowarzyszenia Klubu Przyjaciół, Szkół i Organizacji Monte Cassino. Aktywnie uczestniczył w kultywowaniu tradycji karpackich w Wojsku Polskim, utrzymując ścisły kontakt z jednostkami piechoty górskiej, a w szczególności z 22 Karpacką Brygadą Piechoty Górskiej. Autor książek pt. „Byłem żołnierzem generała Andersa” (wydana w 2012 pt. „Sztafeta wolności”), „W więzieniu i łagrze 1940–1941. Ja, socjalno opasnyj element”.

## Ordery i odznaczenia
- Krzyż Srebrny Orderu Virtuti Militari[5][2]
- Krzyż Komandorski Orderu Odrodzenia Polski[2]
- Krzyż Oficerski Orderu Odrodzenia Polski[2]
- Krzyż Komandorski z Gwiazdą Orderu Odrodzenia Polski[2]
- Krzyż Pamiątkowy Monte Cassino
- Medal „Za udział w wojnie obronnej 1939”
- nagroda honorowa „Świadek Historii”[6].
- honorowy obywatel gminy Lubień (29 stycznia 2004)[7]